# Blekingeanka

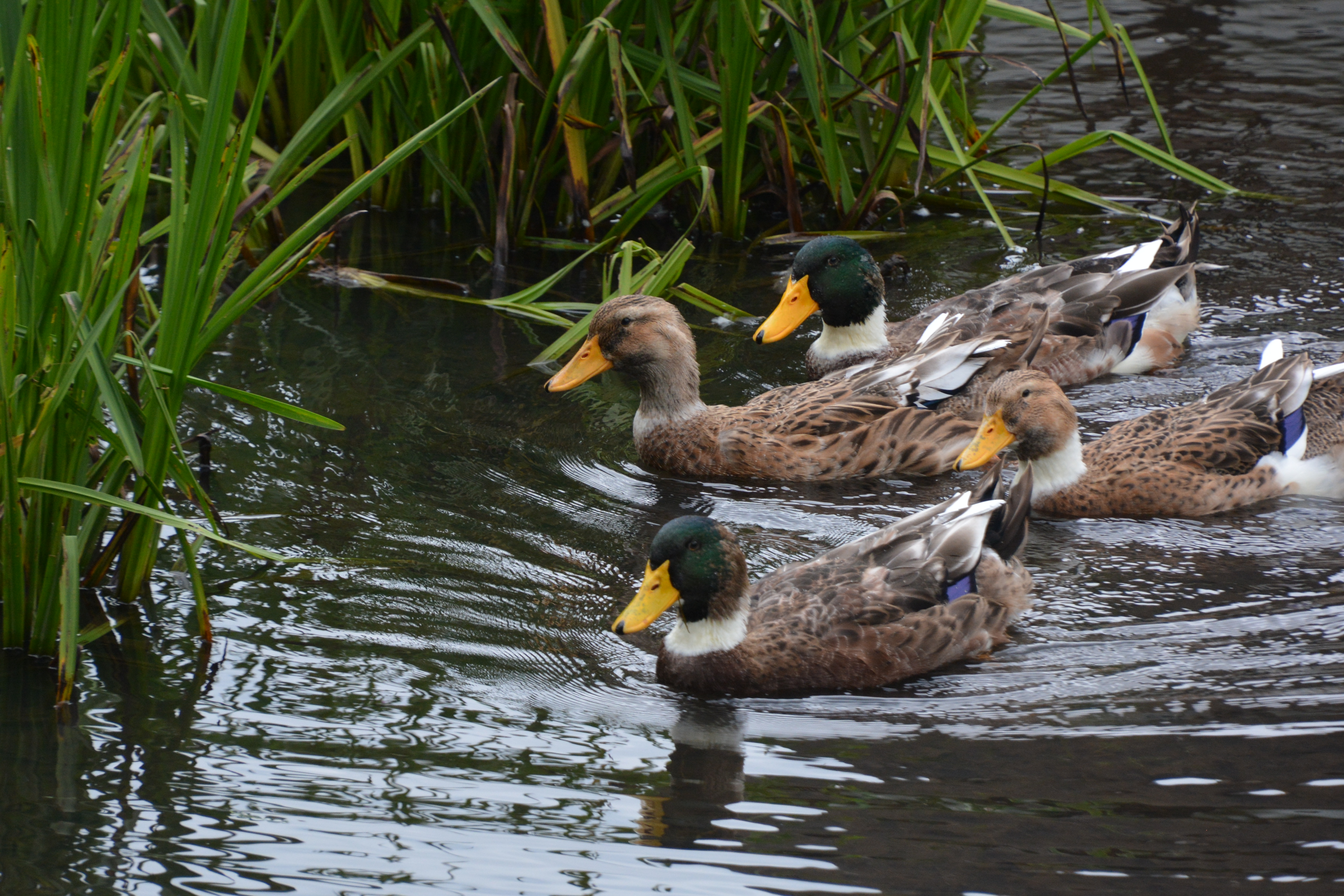
Blekingeankor

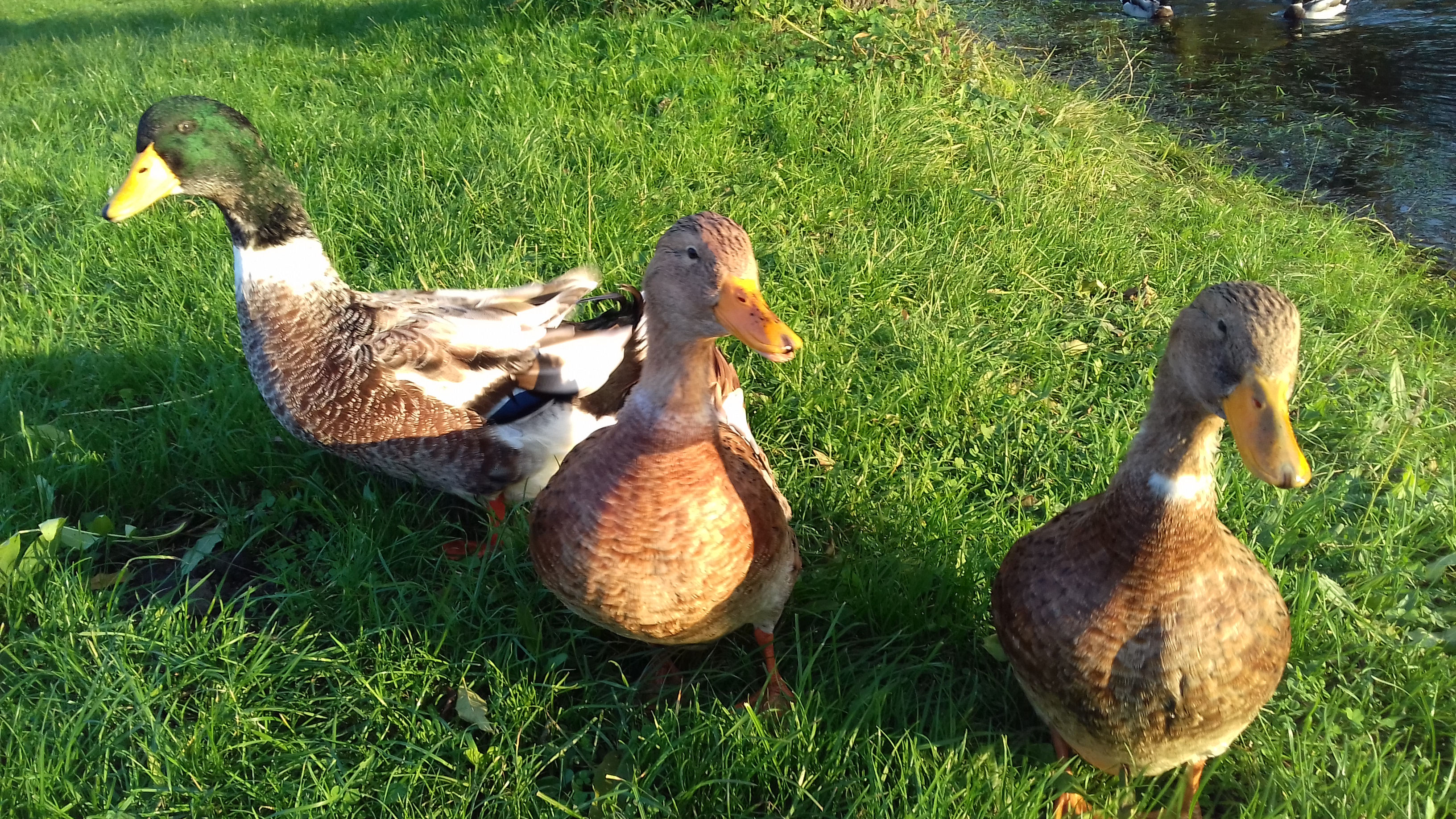
Blekingeankor

Blekingeanka är en lantras av ankor i Sverige. 
Blekingeankan är en anka av svensk lantras. De släpptes sommartid ut på öarna i Blekinge yttre skärgård. Vintertid hölls de i stall. 
Rasen identifierades 1994 på Ungskär i Blekinge. En flock på två andrikar och fem ankor hittades då hos en fiskarfamilj där.

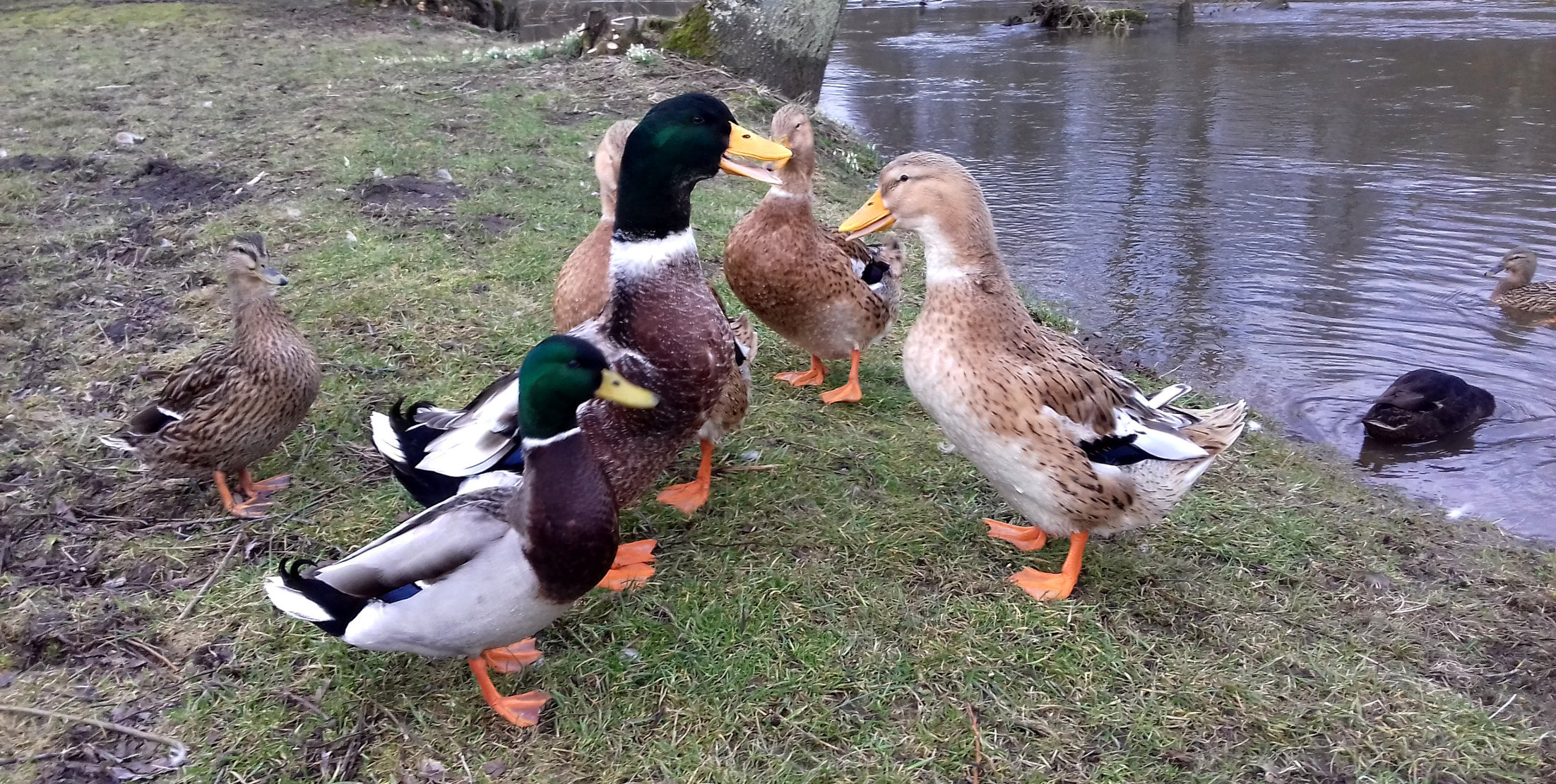
Blekingeankor är dubbelt så stora som gräsänder.

Honans vikt är 2–2,5 kg och hanens 2,5–3,5 kg. År 2012 fanns det 71 hanar och 137 honor i 43 djurbesättningar i Jordbruksverkets genbank.